# Іларіон Чобану
Іларіон Чобану (рум. Ilarion Ciobanu; *28 жовтня 1931, Чукур-Мінджир, Румунське королівство — †7 вересня 2008, Бухарест) — румунський кіноактор.

## Біографія
Ріс в портовому місті Констанца на Чорному морі. У віці 12 років кинув школу і заробляв на життя випадковими заробітками, був будівельником, рибалкою, різноробочим.
З 1948 — спортсмен-регбіст. Виступав за футбольні команди «Ştiinţa» і «Динамо» (Бухарест), з 1959 по 1962 — бухарестський клуб «Прогресул».
З 1958 навчався в Національному університеті театру і кіно «І. Л. Караджале» в Бухаресті.
З 1961 знімався в кіно і регулярно грав до кінця 1980-х. Всього — в більш, ніж 60 художніх фільмах.
Особливу популярність отримав, завдяки ролі в серії про вигаданого непідкупному комісара поліції Міхая Романе. Знявся також в декількох фільмах (так званих «мамалига-вестернах») про пригоди трансильванців на Дикому Заході.
Помер 7 вересня 2008 в віці 76 років від ускладнень раку горла. На його прохання був кремуваний.

## Фільмографія
- Setea (1960)
- Omul de lângă tine (1961)
- Poveste sentimentală (1961)
- Lupeni 29 (1962)
- Cartierul veseliei (1964)
- Răscoala (1965)
- Golgota (1966)
- Șopârla (1966)
- Vremea zăpezilor (1966)
- Legenda (1968)
- Колона[ro] (1968) — Gerula
- Doi bărbați pentru o moarte (1969)
- Baltagul (1969)
- Războiul domnițelor (1969)
- Frații (1970)
- Asediul (1970)
- Pădurea pierdută (1971)
- Facerea lumii (1971)
- Міхай Хоробрий (1971) — Stroe Buzescu
- Чистими руками (1972) — комісар Роман
- Drum în penumbră (1972)
- Conspirația (1972)
- Dimitrie Cantemir (1973)
- 100 de lei (1973)
- Останній патрон (1973) — комісар Роман
- Важкий шлях на Тіперарі[ro] (1973) — комісар Роман
- Безсмертні (1974) — Василь
- Capcana (1974)
- Pe aici nu se trece (1975)
- Mușchetarul român (1975)
- Orașul văzut de sus (1975)
- Trepte spre cer (1977)
- Toate pînzele sus (serial TV, 1977) — Gherasim (ep. 1-12)
- Пророк, золото і трансильванці (1978) — Траян
- Pentru patrie (1978)
- Ecaterina Teodoroiu (1978)
- Din nou împreună (1978)
- Avaria (1978) — ca Teodosie Lazăr
- Dincolo de orizont (1978)
- Gustul și culoarea fericirii (1978)
- Mihail, cîine de circ (1979)
- Audiența (1979)
- Omul care ne trebuie (1979)
- Iancu Jianu, zapciul (1980)
- Rug și flacără (1980)
- Tridentul nu răspunde (1980)
- Акторка, долари і трансильванці (1980) — Траян
- Трансильванці на Дикому Заході (1981) — Траян
- Iancu Jianu, haiducul (1981)
- O lume fără cer (1981)
- Râdeți ca-n viață (1983)
- Fapt divers (1984)
- Acasă (1984)
- Bătălia din umbră (1986)
- Umbrele soarelui (1986)
- Cetatea ascunsă (1987)
- O vară cu Mara (1988)
- Șobolanii roșii (1990)
- Crucea de piatră (1993) — Fane
- Terente — regele bălților (1995)
- Ochii care nu se văd (1996)
- Tancul (2003)
- Bored (2004) — God